# 边关地道遗址
边关地道遗址是北宋初期为防御辽国南侵而修建的地下战道的遗址，发现于20世纪中期。目前已发现的遗址分布於河北省雄县、霸州、文安、永清、固安五县，纵横东西约65公里，南北约25公里，纵横地区总面积达1300平方公里，仅在永清县境内就有300平方公里。2006年列入全国重点文物保护单位。